# Leith Walk

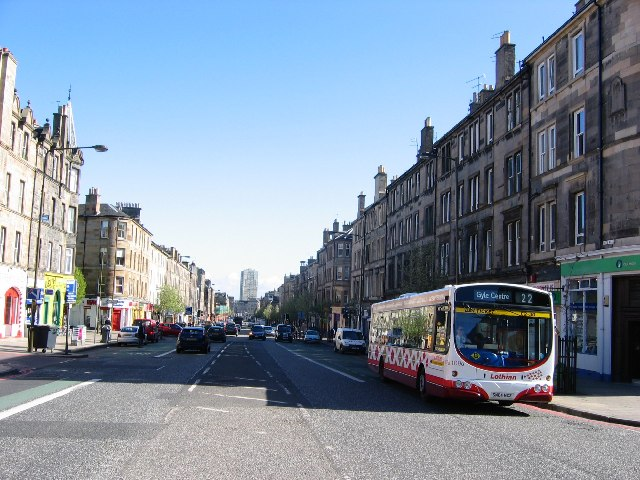
Avant le passage du tramway

Leith Walk (littéralement, Promenade de Leith) est l'une des rues les plus longues d'Édimbourg, en Écosse, et constitue la route principale reliant l'extrémité est du centre-ville à Leith.
Elle descend de Picardie Place à l'extrémité sud-ouest de la rue jusqu'au « pied de la promenade » à l'extrémité nord-est, où Great Junction Street, Duke Street, Constitution Street et Kirkgate se croisent.

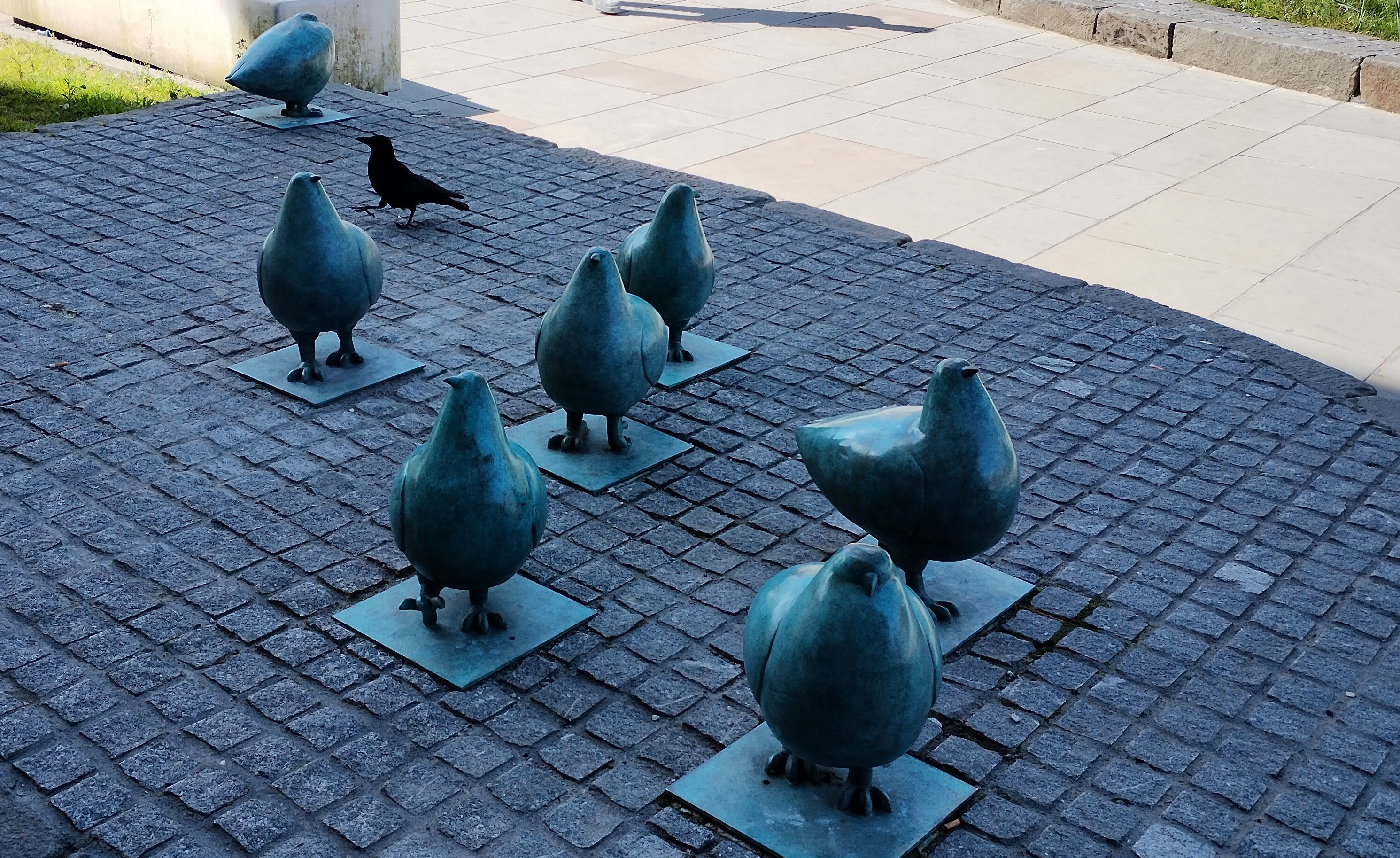
Sculptures de pigeons par Shona Kinloch sur Elm Row, Leith Walk

## Histoire
Selon Robert Chambers, Leith Walk doit son existence à un rempart défensif construit entre Calton Hill et Leith en 1650. Chambers dit que l'attaque d'Édimbourg par l'armée de Cromwell cette année-là fut stoppée sur cette ligne par les Écossais sous Sir David Leslie (dont l'armée fut par la suite vaincue à la bataille de Dunbar).
Lors de sa création, la circulation était surtout piétonne, c'est pourquoi la rue est devenue connue sous le nom de « la Promenade » (« The Walk »). À partir de 1769, les calèches et les chevaux avec cavaliers étaient autorisés sur Leith Walk .

## Tramway
En 2019, l'extension de la ligne du tramway d'Edimbourg vers Newhaven a été approuvée.
En avril 2023, l'extension a été achevée, reliant Leith et Newhaven au centre-ville et à l'aéroport d'Édimbourg. Les tramways ont été testés quotidiennement pendant plusieurs semaines avant d'être ouverts au public en juin 2023.

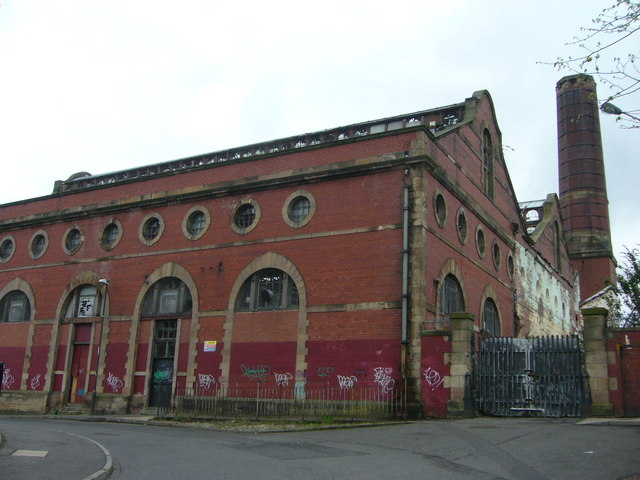
Tramworks Shrubhill avant le réaménagement

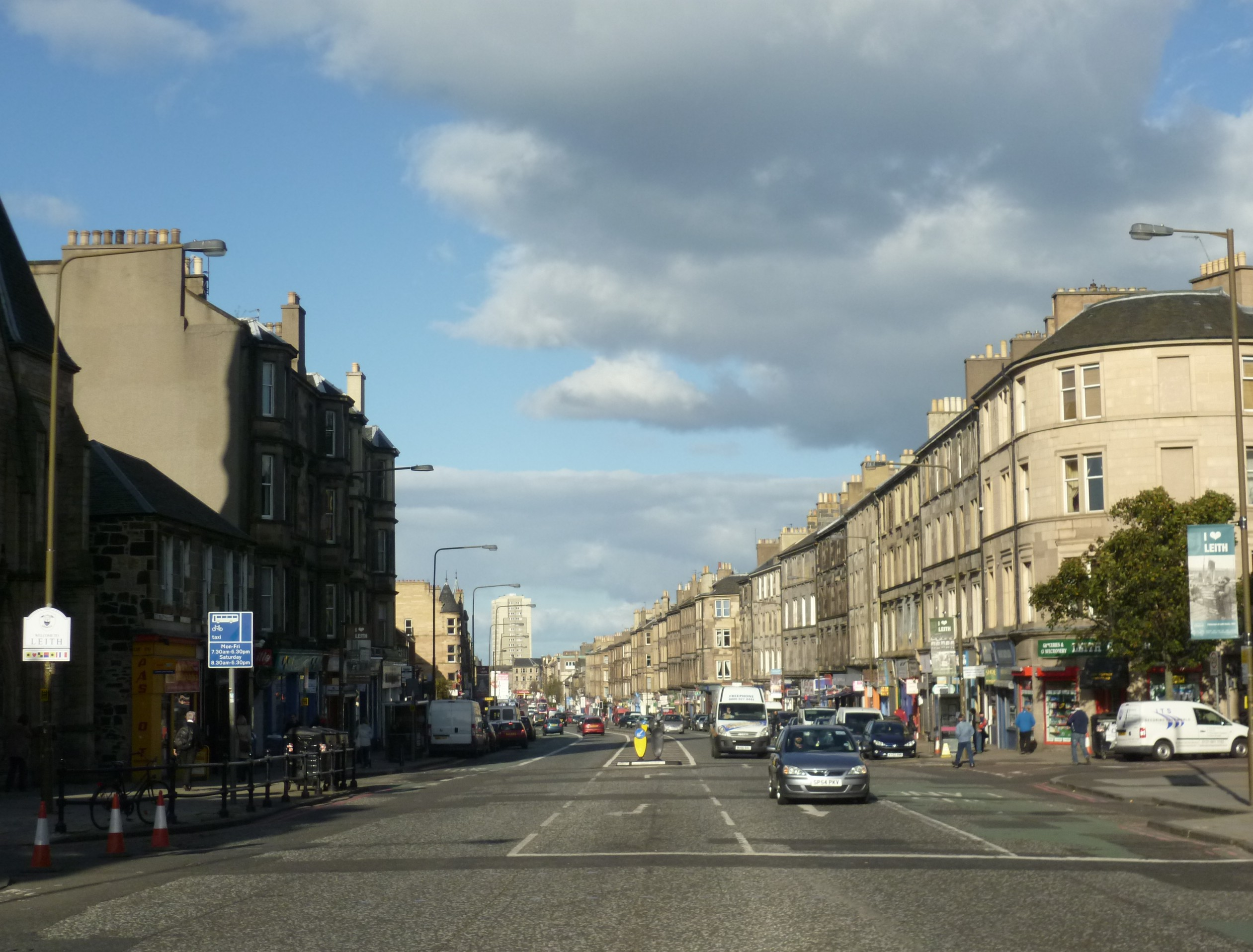
Leith Walk depuis Pilrig

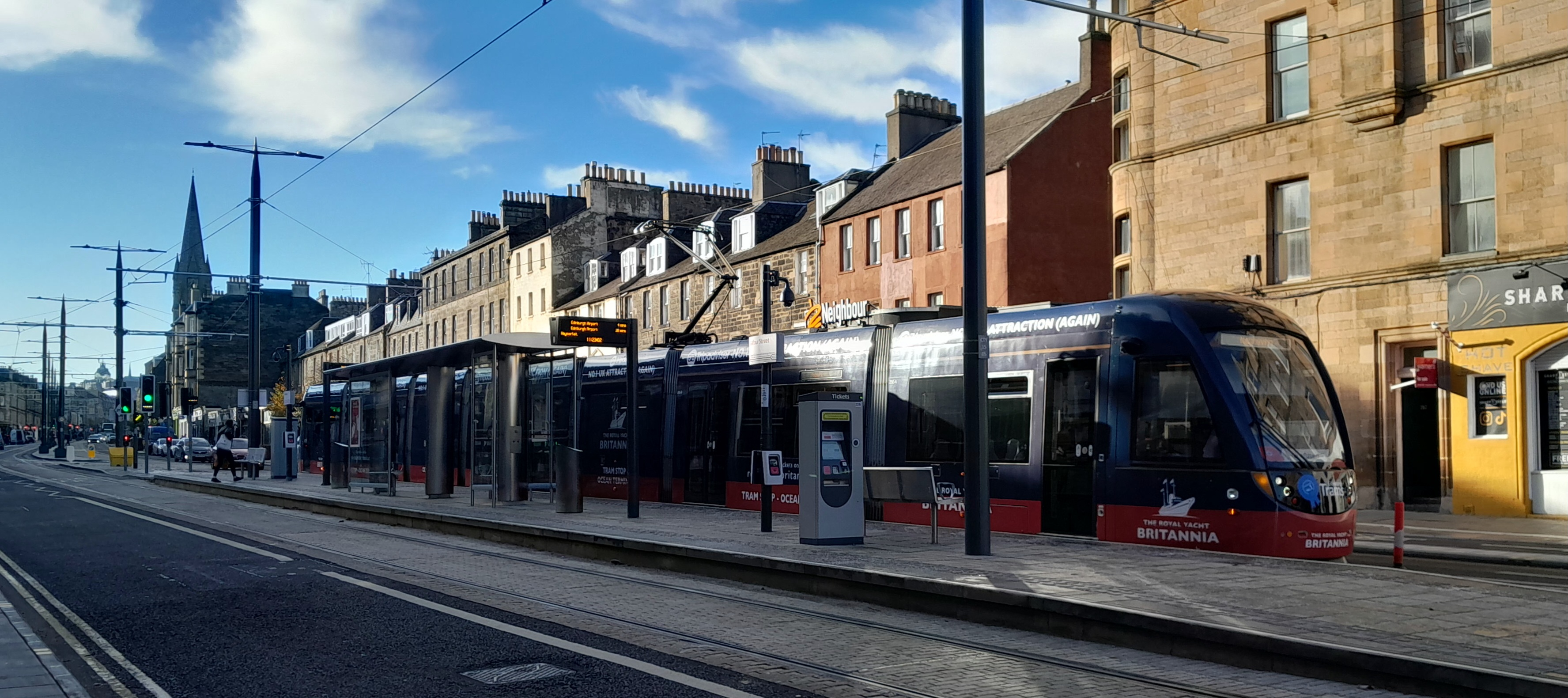
Arrêt de tramway à Balfour Street, Leith Walk

Leith Walk est desservi par deux arrêts de tramway : Mc Donald Road et Balfour Street. L'arrêt de tramway Foot of the Walk est en fait situé à l'extrémité sud de Constitution Street.

## Bâtiments
Avant l'essor de la construction d'immeubles dans les années 1870, la rue avait un caractère largement rural avec plusieurs pépinières sur toute sa longueur. Les hôtels particuliers construits au début du XIXe siècle étaient plus nombreux du côté ouest que du côté est. Un grand nombre d'immeubles ont alors été construits en très peu de temps.

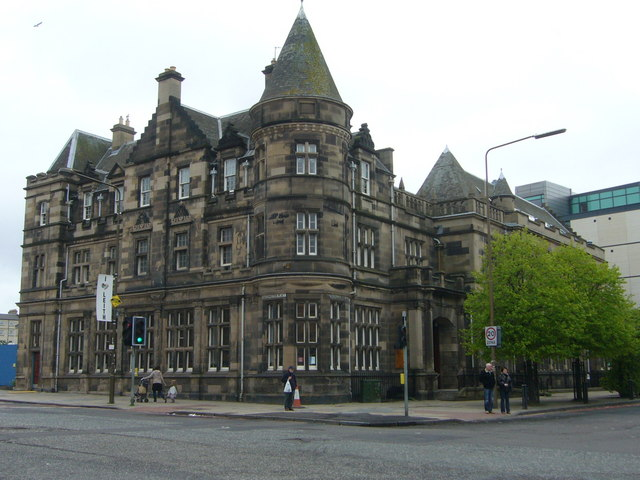
Bibliothèque de McDonald Road

La bibliothèque de McDonald Road est sans doute le bâtiment le plus remarquable sur le plan architectural. À l'origine Nelson Hall, financé par son bienfaiteur, l'éditeur et imprimeur Thomas Nelson, c'est aujourd'hui une bibliothèque publique gérée par le conseil municipal d'Édimbourg. Elle a été construite en 1902 dans un style Renaissance baronniale sur les plans de H Ramsay Taylor.
Le Cottage du jardinier à Haddington Place, datant de 1765, desservait à l'origine le premier jardin botanique d'Édimbourg à l'arrière. Il a été démoli en 2009 et a été remonté dans l'actuel jardin botanique d'Inverleith,,.

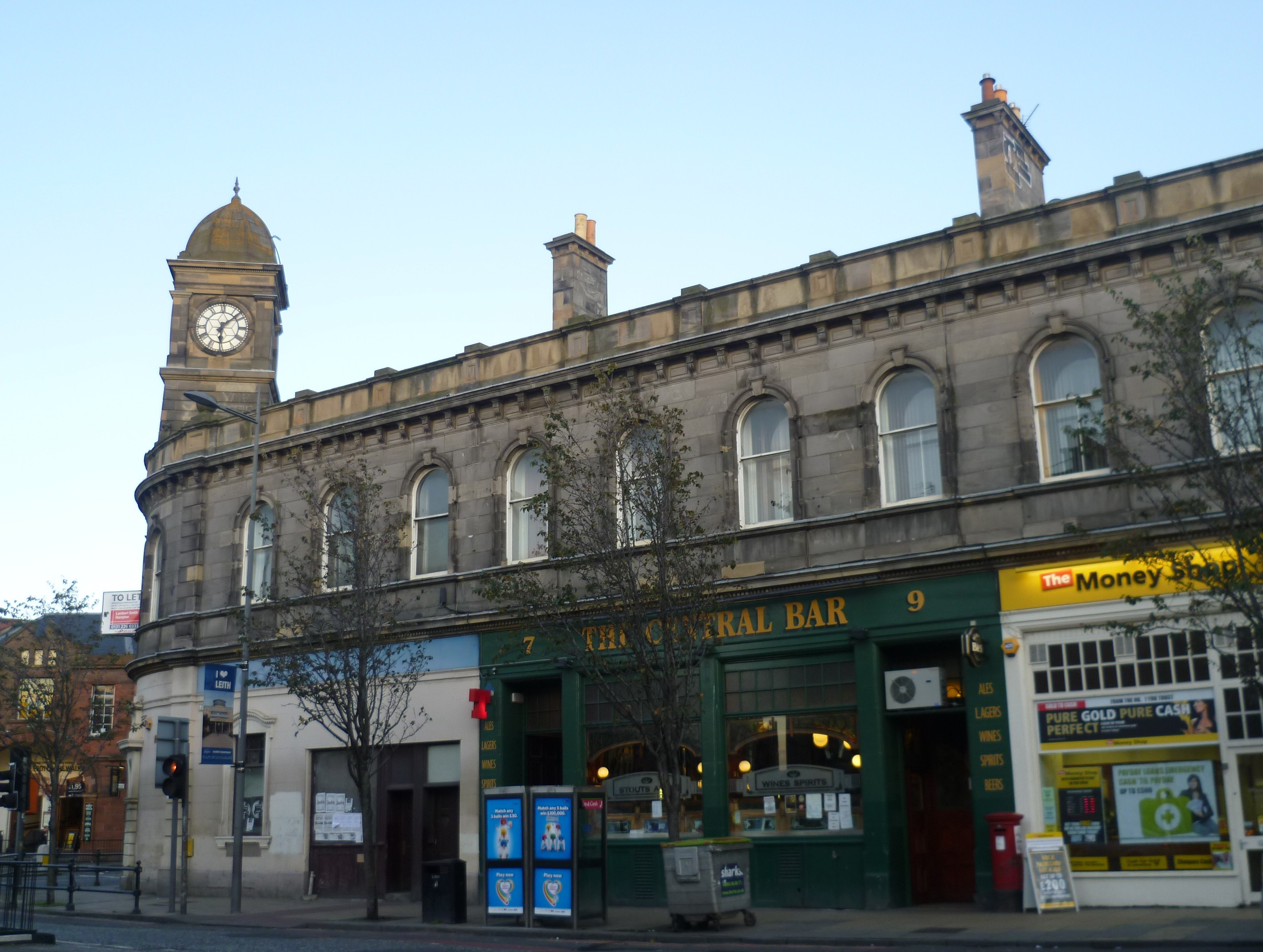
Ancienne gare centrale de Leith et Central Bar, en 2011

Le bâtiment principal de la gare centrale de Leith se trouve toujours sur la promenade. Bien que l'immense hangar ferroviaire sans colonnes ait été démoli à la fin des années 1980, le bâtiment qui abritait les bars et les salles d'attente de la gare survit, y compris le bar central qui est décoré du sol au plafond avec plus de 250 000 carreaux de céramiques et quatre peintures murales carrelées représentant des activités sportives telles que comme le golf, principalement réalisées par Minton, Hollins & Co.

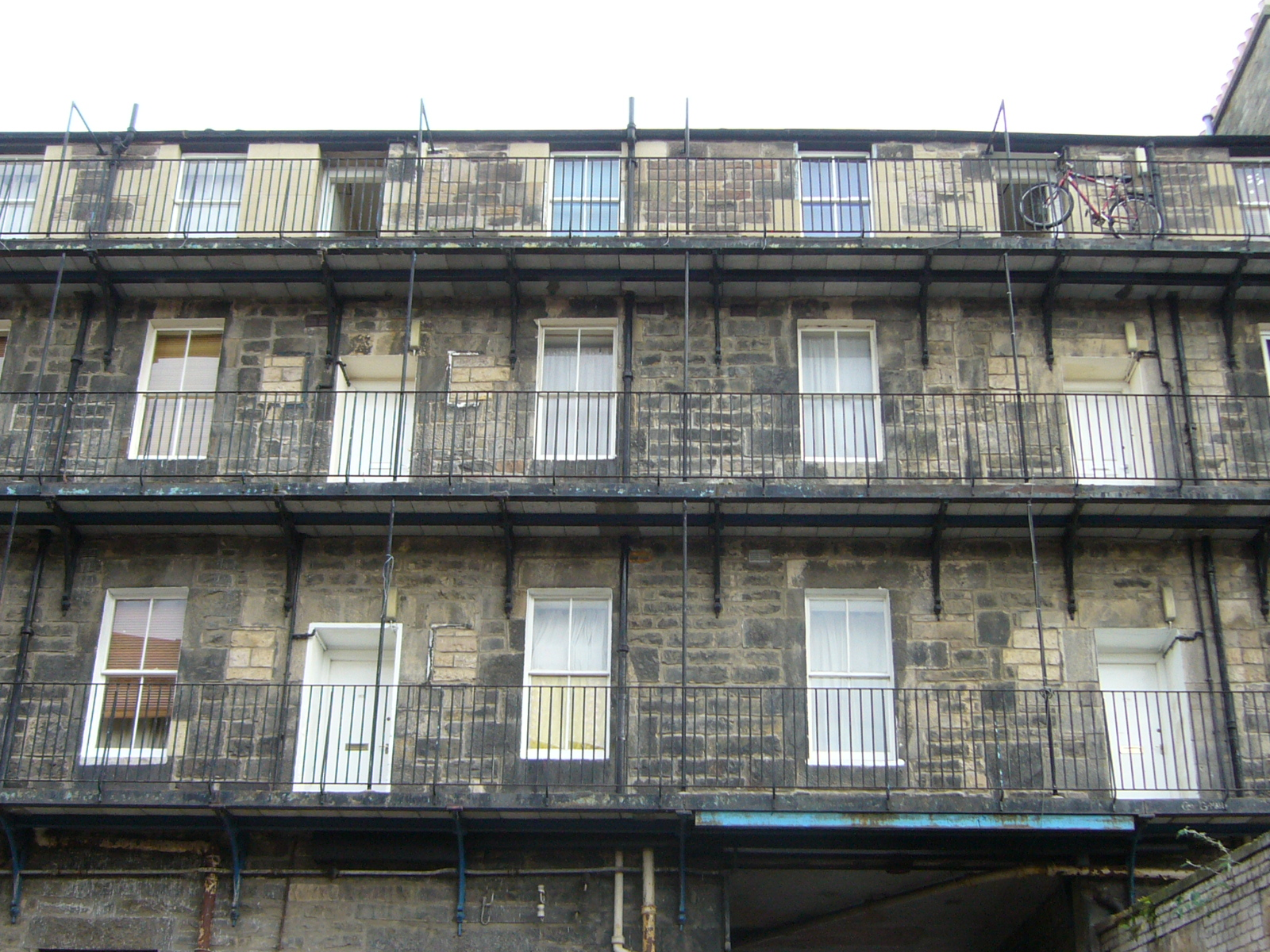
Habitations industrielles du XIXe siècle dans l'ancienne usine de caoutchouc Victoria India (vue arrière)

L'église de Pilrig (aujourd'hui l'église de Pilrig St Paul) est visible sur toute la longueur de Leith Walk. Elle a été conçue par les architectes Peddie et Kinnear et construite (1861-1863) à l'origine pour l'Église libre d'Écosse. Son intérieur est raffiné et comprend les premiers exemples de vitraux de Daniel Cottier et un orgue historique de Forster et Andrews (1903). Le hall à l'arrière s'intègre parfaitement mais constitue un ajout ultérieur de 1892.
Dans la section supérieure d'Elm Row, à mi-chemin entre Brunswick Street et Montgomery Street, se trouvent les vestiges de ce qui était le New Veterinary College de William Williams. Seul le bâtiment de façade demeure, le complexe d'écuries et de bâtiments de soutien ayant été démoli pour créer des logements étudiants en 2014. Le bâtiment avant a été conçu en 1872 par William Hamilton Beattie avec une sculpture de John Rhind.

## Résidents
- Grace Cadell (1855-1918), première femme chirurgienne d'Écosse. A dirigé un refuge pour Suffragettes au 145 Leith Walk[11].
- George Coull (1862-1936), chimiste pharmaceutique écossais ; vivait dans la villa principale de Smiths Place[11]
- John Crabbie, fondateur du whisky Crabbie's et de Crabbie's Green Ginger, vivait au 4 Smiths Place
- Mary Fee, politicienne travailliste écossaise
- FA Fitzbayne (1878-1935), créateur du tramway électrique de Leith (1906), vivait au 5 Smiths Place
- Alexander Henderson of Press (décédé en 1826) Lord Provost d'Édimbourg de 1823 à 1825 a vécu dans le manoir du Old Physic Garden (construit par Haddington Place)
- William Allan de Glen (1788-1868), Lord Provost d'Edimbourg de 1829 à 1831, vécut à Hillside House
- McCulloch d'Ardwell vivait à Springfield House (qui donne son nom à Springfield Street) et recevait souvent la visite de Samuel Foote[12]
- Andrew Macdonald (poète) (1757-1790)
- John Smart RSA vivait au 13 Annandale Street[13]

## Cinéma
- Le film documentaire " Waverley Steps " de 1948 contient des images de tramways sur Leith Walk au carrefour de Pilrig[14].